# Геннадій Васинський
Васинський (чернече ім'я Геннадій; *1688, Гадяч — †3 січня 1749, Київ) — український церковний діяч доби Гетьманщини, ігумен Дятловицького Спасо-Преображенського монастиря. Походив з купецької сім'ї. Випускник та викладач Києво-Могилянської академії.

## Біографія
Навчався в Києво-Могилянської академії (1690—1700-х рр.) і, можливо, у Львівському єзуїтському колегіумі. Про це, зокрема, можна зробити припущення з його власноручного підпису на рукописній лекцій з філософії «Cursus philosophicus scholasticus clisputa-tionibus expeditus anno Viatoris Dei Domini 1714 in 1715, ex libris Gennadij Wasinski» («Філософський навчальний курс, викладений у формі диспутів у перехідний Господній рік 1714 на 1715, з книг Геннадія Васинського») з додатком у кінці «Фрагментів математики», прочитаних 1715–1716, а також на богословських трактатах, які читались у Львівському єзуїтському колегіумі 1716–1719 рр.
1721 прийняв чернечий постриг у Києво-Печерській Лаврі від архімандрита Й. Сенютовича.
1722 висвячений в ієродиякони єпископом Романським Пахомієм Пепковським, а 1723 — архієпископом Київським, Галицьким і всієї України В. Ванатовичем у ієромонахи.
Перебував у приписних до Києво-Печерської Лаври монастирях: Трубчевському Чолнському, Спаському Орловської єпархії, Омбиському Новопечерському Чернігівської єпархії і Сінненському Покровському Харківської єпархії. Зокрема, в Чолнському монастирі виконував обов'язки намісника (1728–1730).
1734 запрошений до Києво-Могилянської академії на посаду викладача філософії. Проте Васинський відмовився, вказавши, що «под час трактованій школ больше болел, неже учился, а потом оставивши школи и Святый габит немощний принял, и от того часу на послушаніях в монастырях же Чолнском, Омбишском и Синянском пребываючи, господарскими делами, а не книгами латинскими, упрался и всегда, як прежде, так и теперь более болезную, нежели при здравіи зостаю…» Однак Києво-Могилянська академії, де відчувалася нестача кадрів у зв'язку з постійними викликами професорів до Московії, наполягала, і Васинський викладав у КМА 1735.
Згодом адміністрація Києво-Печерської Лаври знову відрядила його як досвідченого господарника у свої численні маєтки. Деякий час був ігуменом Дятловицького Спасо-Преображенського монастиря, розташованого на території, що входила до складу Речі Посполитої (тепер Білорусь), а 1743 призначений намісником Свенського Новопечерського монастиря (біля м. Брянськ), в якому перебував до 1745.
Помер в Києво-Печерській Лаврі.